# Pitavastatină
Pitavastatina este un medicament hipolipemiant din clasa statinelor, fiind utilizat în tratamentul anumitor tipuri de dislipidemii. Calea de administrare disponibilă este cea orală.
Molecula a fost patentată în 1987 și a fost aprobată pentru uz medical în 1987.

## Utilizări medicale
Pitavastatina este utilizată în tratamentul unor dislipidemii și pentru prevenirea bolilor cardiovasculare (ateroscleroză).

### Dislipidemii
- Hipercolesterolemie primară
- Hiperlipidemie combinată

## Reacții adverse
Principalele efecte adverse asociate tratamentului cu pitavastatină sunt: dureri musculare și articulare, greață, diaree. Un eveniment sever posibil este rabdomioliza. Durerile musculare induse par a fi mai scăzute în comparație cu celelalte statine.